# Среднє
Среднє (словен. Srednje) — поселення в общині Марибор, Подравський регіон‎, Словенія.